# Director adjunto operativo
En España, director adjunto operativo (DAO) es un alto cargo del Ministerio del Interior. Actualmente existen dos DAO, uno para la Guardia Civil y otro para el Cuerpo Nacional de Policía. Los DAO, con rango de subdirectores generales, actúan como los colaboradores técnicos principales de los directores generales de cada instituto armado.
La figura del DAO fue creada en 2006 por el ministro del Interior, Alfredo Pérez Rubalcaba, si bien figuras similares pero con otras denominaciones ya existían previamente. La Dirección Adjunta Operativa de la Guardia Civil la ocupa un teniente general, actualmente Manuel Llamas Fernández; y la Dirección Adjunta Operativa de la Policía la ocupa un comisario principal, actualmente José Ángel González Jiménez.

## Historia
El ministro del Interior Alfredo Pérez Rubalcaba promovió el Real Decreto 991/2006, de 8 de septiembre que organizó la estructura del Ministerio del Interior y sus órganos dependientes, entre ellos los policiales, creando la Dirección General de la Policía y la Guardia Civil, teniendo esta dirección a un director adjunto operativo por cada uno de los dos cuerpos.
En 2011, el Real Decreto 1887/2011, de 30 de diciembre suprimió la dirección conjunta entre ambas policías, aunque mantuvo los directores adjuntos operativos como «número 2» tan solo por debajo del director general de cada policía.
En 2017, debido al escándalo de la «Policía patriótica» descubierto en el marco del Caso Fernández Díaz, el entonces ministro del Interior, Juan Ignacio Zoido, reformó la estructura policial eliminando el cargo de DAO, movimiento señalado por medios como Público como un movimiento para limpiar la imagen de la institución tras los tejemanejes de Eugenio Pino como DAO del CNP.
En junio de 2018, el nuevo ministro del Interior, Fernando Grande-Marlaska, recuperó la figura del director adjunto operativo.

## Lista de DAO
| Leyenda                                                              |
| -------------------------------------------------------------------- |
| DAO Guardia Civil DAO Policía Nacional DAO Policía Nacional interino |

| N.º                                                   | Nombre                       | Inicio                   | Final                   |
| ----------------------------------------------------- | ---------------------------- | ------------------------ | ----------------------- |
| 1                                                     | José Manuel García Varela    | 13 de septiembre de 2006 | 17 de diciembre de 2009 |
| 1                                                     | Miguel Ángel Fernández-Chico | 13 de septiembre de 2006 | 13 de enero de 2012     |
| 2                                                     | Cándido Cardiel Ojer         | 8 de enero de 2010       | 5 de diciembre de 2016  |
| 2                                                     | Eugenio Pino                 | 13 de enero de 2012      | 23 de junio de 2016     |
| 3                                                     | Pablo Martín Alonso          | 5 de diciembre de 2016   | 29 de julio de 2017     |
| 3                                                     | Antonio Rodríguez Marín      | junio de 2016            | 31 de enero de 2017     |
| 3                                                     | Florentino Villabona Madera  | 31 de enero de 2017      | 29 de julio de 2017     |
| Cargos suprimidos entre julio de 2017 y junio de 2018 |                              |                          |                         |
| 4                                                     | Laurentino Ceña Coro         | 4 de agosto de 2018      | 28 de mayo de 2020      |
| 4                                                     | José Ángel González Jiménez  | 6 de octubre de 2018     | En el cargo             |
| 5                                                     | Pablo Salas Moreno           | 1 de junio de 2020       | 19 de diciembre de 2023 |
| 6                                                     | Manuel Llamas Fernández      | 20 de diciembre de 2023  | En el cargo             |